# Leopoldsreuter Wald
Der Leopoldsreuter Wald ist ein gemeindefreies Gebiet im niederbayerischen Landkreis Freyung-Grafenau.
Der 14,79 km² große Staatsforst liegt zwischen Philippsreuter Wald, Haidmühle, Frauenberger und Duschlberger Wald, Graineter Wald und Schlichtenberger Wald. In dem Gebiet liegen acht Enklaven, die zur Gemeinde Haidmühle gehören.
Der Forst ist Bestandteil des Naturparks Bayerischer Wald und des Landschaftsschutzgebietes LSG Bayerischer Wald. Teile des Gebietes gehören zum Fauna-Flora-Habitat-Gebiet Bischofsreuter Waldhufen.
Im Leopoldsreuter Wald befindet sich das Hochmoor Abrahamsfilz bei Theresienreuth, das vom Bayerischen Landesamt für Umwelt (LfU) als geowissenschaftlich bedeutendes Geotop (Geotop-Nummer 184A001) ausgewiesen ist.